# Jonathan Krantz
Jonathan Krantz tábornok az amerikai Szökés című sorozat egyik kitalált szereplője. Leon Russom alakítja. A második évadban láthatjuk először. A második és harmadik évadban csak egy-egy epizódban tűnik fel, míg a sorozat negyedik évadjában már főszereplővé válik. Rendkívül titokzatos ember. A CÉG főnöke, a nevét csak a negyedik évadban tudjuk meg. 
Először a második évad vége felé láthatjuk , amikor Bill Kimnek, az egyik vezető ügynöknek utasításokat ad papíron. Nagyon ritkán szólal meg, eleinte leginkább papírra ír. Minden mozdulatát testőrök figyelik. Amikor rájön, hogy a testvérek Panamában vannak, odaküldi Kimet Lincoln likvidálására, ám az akció sikertelen, de Scofieldet elkapják és bezárják egy Sona nevű börtönbe, a Tábornok intézkedése alapján. Ezután akkor láthatjuk, mikor egy titkos katonai bázison fura dolgokról beszél egy emberével, amiből kikövetkeztethetjük, hogy azért került Michael a Sonába, hogy onnan is megszökjön-legalábbis ezt várják tőle. 
Utána a harmadik évad nyolcadik epizódjában láthatjuk viszont, amikor is elrendeli a Tisztítótűz akciót, hogy Whistlert megszöktessék a Sonából, mivel Michaelnek még nem sikerült megszöktetnie. Az akció azonban nem sikerül. A negyedik évad eddigi összes részében szerepelt és a Scylla kártyaőreinek adott utasításokat, illetve Wyattnek, a CÉG új bérgyilkosának. A negyedik évad tizenegyedik részében, a Quiet Riotban kiderül, hogy Gretchen lányának ő az apja, valamint, hogy 63 éves.